# 쿠로키 카오루
쿠로키 카오루(일본어:黒木香, 1965년 1월 21일 ~ )는 일본의 전 AV(어덜트 비디오) 배우이자, 성 카운슬러였다. 일본의 1980년대 후반 성과 사회에 대한 솔직한 견해를 표현하는 역할을 했다.

## 생애

### AV 데뷔
1986년 AV 회사 크리스탈 에이조에서 데뷔했다. 데뷔작은 무라니시 토루 감독의 "SM스러운게 좋아"(SMぽいの好き)였다. 무라니시 토루는 일본 AV의 다큐멘터리 스타일의 성인 영화를 처음 찍은 감독이었다.